# Coteaux du Layon

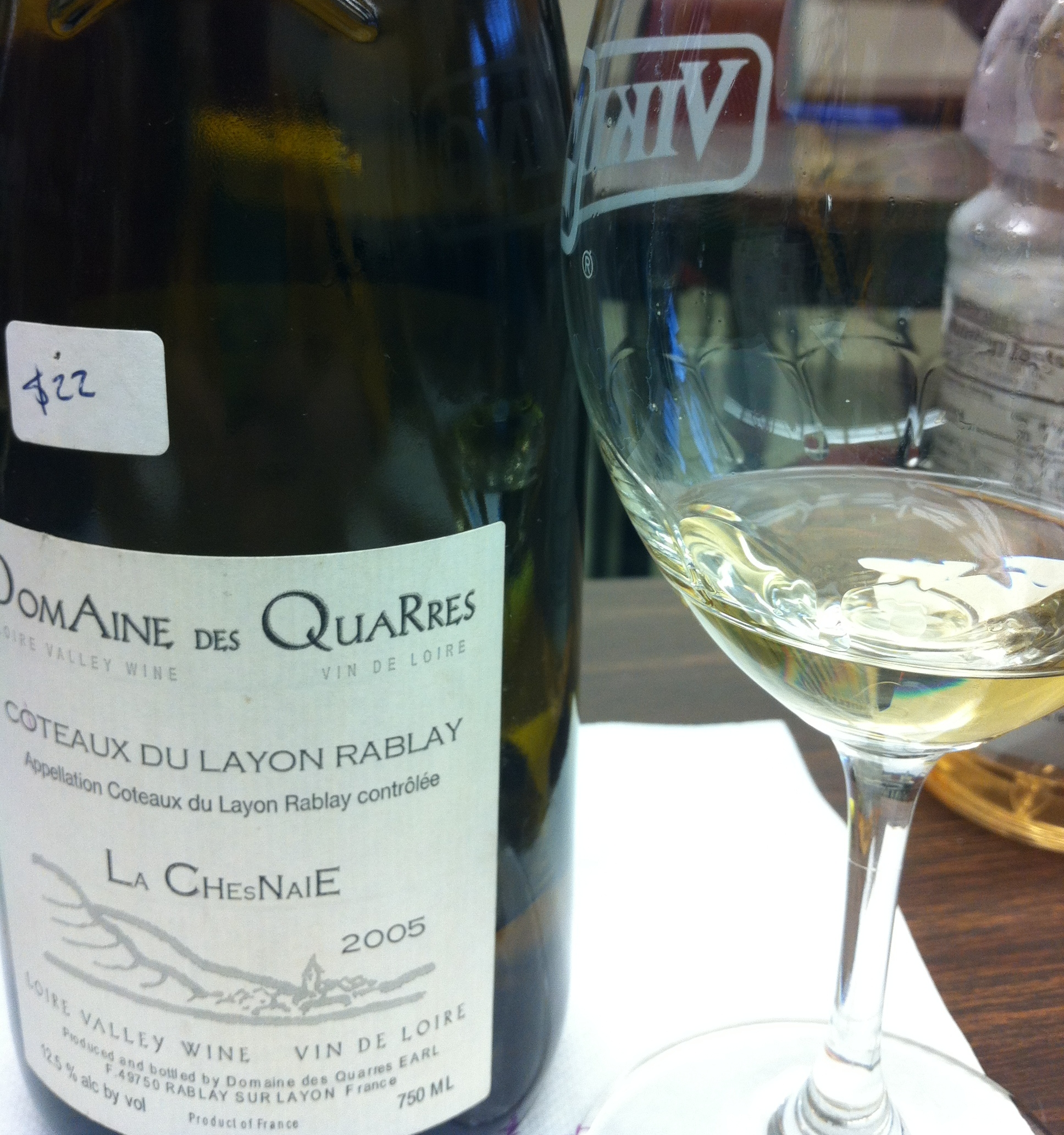
Un vino de la denominación Coteaux-du-layon Rablay.

Coteaux-du-Layon es una denominación de origen (AOC por sus siglas en francés) para un vino blanco dulce de la región francesa del valle del Loira. Coteaux du Layon pertenece a la región de Anjou (Maine y Loira), a lo largo del río Layon, afluente  del río Loira. 
La denominación Coteaux-du-Layon cubre aproximadamente 1,400 hectáreas (2000) y predomina la uva Chenin Blanc, a menudo llamada Pineau de la Loire.

## Historia y orografía
Esta denominación (AOC) fue aprobada inicialmente por el decreto de 18 de febrero de 1950. Decreto modificado en numerosas ocasiones, ha sido derogado por el Decreto de 9 de octubre de 2009. Últimas especificaciones de fecha 24 de noviembre de 2011.
Los viñedos de la AOC Coteaux-du-Layon se encuentran en la parte sureste del macizo armoricano, compuesto principalmente de esquisto. Estos cursos dan suelos pardos poco profundos, con aguas oscuras y terrenos marcados de laderas que favorecen la precocidad de la vegetación bien expuesta y ventilada, permitiendo la obtención de uvas sobremaduradas.

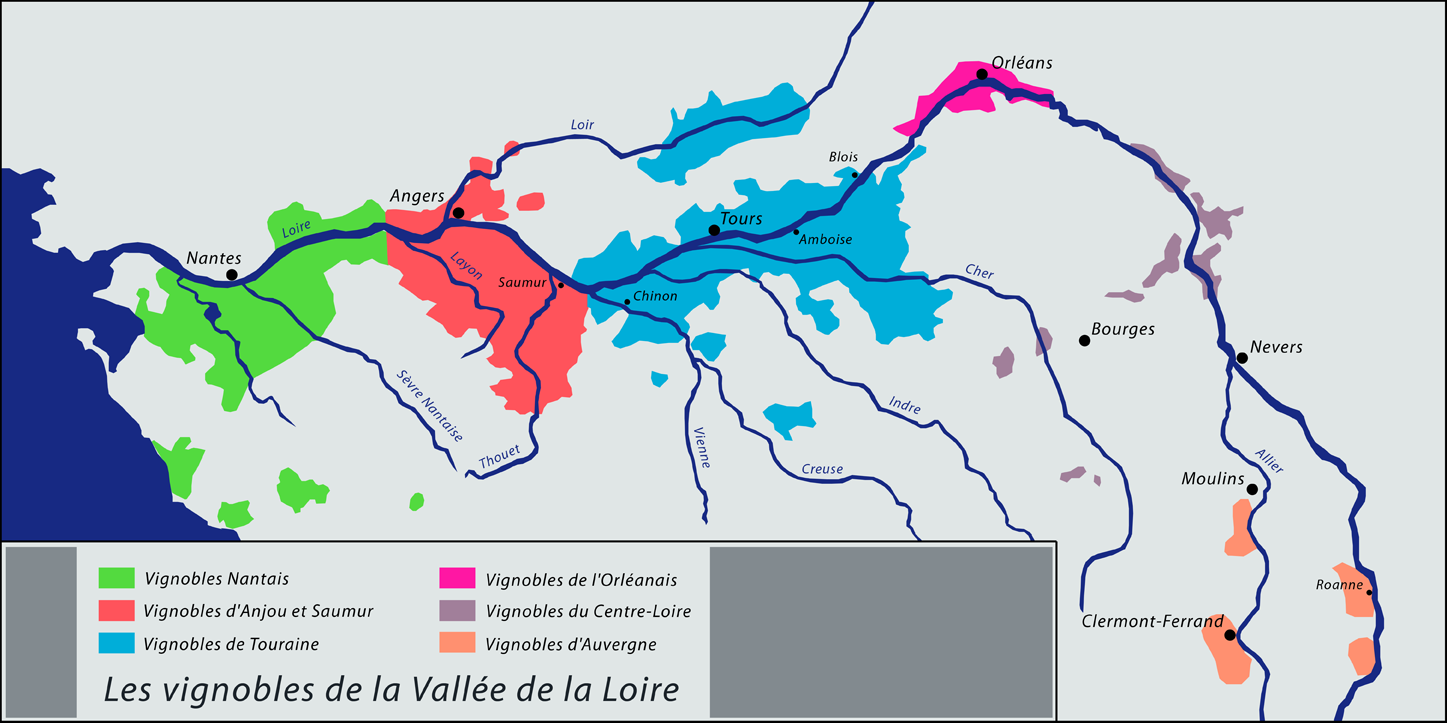
Plano de los viñedos del Valle del Loira

## Viñedos
Los viñedos cubren una superficie de 1,400 hectáreas (300 hectáreas comunales) al suroeste de la ciudad de Angers, en el departamento de Maine y Loira. Los viñedos son plantados en las proximidades del curso del río Layon. Solo pueden usar la denominación de origen los terrenos situados en 27 comunas o ayuntamientos:
- Aubigné-sur-Layon, Beaulieu-sur-Layon, Brigné, Chalonnes-sur-Loire, Champ-sur-Layon, Chanzeaux, Chaudefonds-sur-Layon, Chavagnes, Cléré-sur-Layon, Concourson-sur-Layon, Faveraye-Mâchelles, Faye-d'Anjou, La Fosse-de-Tigné, La Jumellière, Martigné-Briand, Nueil-sur-Layon, Passavant-sur-Layon, Rablay-sur-Layon, Rochefort-sur-Loire, Saint-Aubin-de-Luigné, Saint-Georges-sur-Layon, Saint-Lambert-du-Lattay, Tancoigné, Thouarcé, Tigné, Trémont et Les Verchers-sur-Layon.

Y solo seis comunas pueden añadir su nombre a la denominación, por ser más ricas en azúcares. Son las siguientes: 
- Beaulieu-sur-Layon, o Beaulieu ;
- Faye-d'Anjou, o Faye ;
- Rablay-sur-Layon, o Rablay ;
- Rochefort-sur-Loire, o Rochefort ;
- Saint-Aubin-de-Luigné, o Saint-Aubin ;
- Saint-Lambert-du-Lattay, o Saint-Lambert.

En relación con Rochefort-sur-Loire, algunas parcelas, situadas en el lugar conocido como Chaume, pueden usar la denominación Chaume seguida de la expresión premier cru desde 2011. Igualmente, otras parcelas de este mismo lugar pueden usar la denominación Quarts-de-chaume (AOC). Por último, también existe la AOC Bonnezeaux.
Todos los vinos de la AOC Coteaux-du-Layon pueden usar la expresión Val de Loire para indicar la región de procedencia.

## Chaume
El pueblo de Chaume está situado en la parte occidental del área de la denominación Coteaux-du-Layon, en la comuna de Rochefort-sur-Loire. Al principio de la AOC, el nombre de Chaume se añadía al de Coteaux-de-Layon, como hacen hoy seis localidades, es decir, usaba la expresión Coteaux-du-Layon Chaume. Los parámetros de Chaume eran ligeramente más altos que los de otros pueblos. Así, en 2003,  el INAO elevó la denominación Chaume a la categoría de AOC bajo el nombre Chaume Premier Cru des Coteaux du Layon. Este nombre era algo inusual para la región, pues ninguna otra denominación Val de Loire la ostentaba (a diferencia de por ejemplo Burgundy AOC). La decisión fue controvertida y contestada por algunos productores. En 2005 el Conseil d'État anuló las normas del INAO para nuevas denominaciones, por lo que se regresó temporalmente al estadio anterior. En 2007, la denominación (AOC) fue creada de nuevo, pero ahora bajo un nombre menos polémico de Chaume y daba cobertura a más de 130 hectáreas de terreno. Curiosamente, el peso del mosto y los requisitos de azúcares residuales para la nueva denominación Chaume eran más altos que para Quarts de Chaume. Aun así, los productores de la AOC Quarts de Chaume se sintieron minusvalorados y mostraron su disconformidad. El INAO volvió a suspender su acuerdo y dio marcha atrás en mayo de 2009, con lo cual la denominación Coteaux-du-Layon regresaba a su estadio primitivo. En diciembre de 2009, la controversia sería resuelta por el comité regional del INAO. Chaume se llamaría Premier Cru, mientras Quarts de Chaume se apellidaría Magnífico Cru.

## Quarts de Chaume y Bonnezeaux
Dentro del pueblo de Chaume hay un enclave particularmente favorecido por un clima suave. Son unas 30 hectáreas situadas en la parte occidental de la localidad que reciben el nombre de Quarts de Chaume, "el trimestre de Chaume". El enclave tiene una exposición a modo de anfiteatro, con terrenos de esquisto color marrón y tierras con predominio de carboníferas. Las fuentes difieren sobre la explicación del nombre, si se deriva de su estado (mejor trimestre de Chaume), o si una parte del vino fue recogida tiempo atrás.
El AOC de Bonnezeaux está localizado en la parte oriental del área del Coteaux-du-Layon, y hay aproximadamente 110 hectáreas de viñas.

## Requisitos
Los requisitos legales para el diferentes AOCs es como sigue.
| AOC                                    | Cosecha base (hectolitros por hectárea) | Contenido de azúcar mínimo (gramos/litro) | Contenido de alcohol mínimo | Azúcar residual mínimo (gramos/litro) | Otros requisitos |
| -------------------------------------- | --------------------------------------- | ----------------------------------------- | --------------------------- | ------------------------------------- | --- |
| Coteaux du Layon                       | 35 hl/ha                                | 221 g/l                                   | 11%                         | 34 g/l                                | |
| Coteaux du Layon + Un nombre de pueblo | 30 hl/ha                                | 238 g/l                                   | 12%                         | 34 g/l                                | |
| Bonnezeaux                             | 25 hl/ha                                | 238 g/l                                   | 12%                         | 34 g/l                                | Las uvas tienen que ser overripe, y puede ser afectado por podredumbre noble o no |
| Chaume                                 | 25 hl/ha                                | 272 g/l                                   | 12%                         | 68 g/l                                | Las uvas tienen que ser passerillé o afectados por podredumbre noble. Si el mosto tiene un contenido de azúcar mínimo de 323 g/l y no se usa ningún método de chaptalization, sólo se requerirá un 11% de alcohol. |
| Quarts de Chaume                       | 25 hl/ha                                | 238 g/l                                   | 12%                         | 34 g/l                                | Las uvas tienen que ser overripe, y puede ser afectado por podredumbre noble o no |

## Otras denominaciones
- Anjou blanc: coincide en el área de la denominación Coteaux-du-Layon, y en la uva Chenin blanc.

- Coteaux de l'Aubance: al norte del área de la denominación Coteaux-du-Layon encontramos vinos similares, más azucarados, pero con menor producción.

- Vouvray: es otro Chenin blanc seco. Su área de cultivo es el curso del río Loira, en la comarca de la Touraine. En comparación con el Coteaux-du-Layon, el vino dulce Vouvray tiende a tener más cuerpo y, a menudo, es más dulce y ligeramente más bajo en acidez.